# Dahlia rudis
La dalia de popote (Dahlia rudis) es una hierba de la familia de las asteráceas. 

## Descripción
La dalia de popote es una de las dalias más altas, mide entre 1 a 3 metros. Al parecer está relacionada con las “dalias arbóreas”, tiene peciolos muy llamativos y brácteas muy grandes.

## Distribución y hábitat
Habita en altas montañas desde los 2600 a 3000 metros de altitud. Habita en Ciudad de México, estado de México, Guerrero, Michoacán, Morelos y Oaxaca. Desde Amecameca en el este de México hacia el norte de Morelos, Distrito Federal y la vecindad de Temascaltepec en el estado de México. Se cultivó en el parque Golden Gate a partir de semillas de México.